# Jean, hrabě z Paříže
Jean Carl Pierre Marie Orleánský (* 19. května 1965 Boulogne-Billancourt) je současná hlava rodu Orléanských. Jean je podle patrilineární primogenitury starší mužský potomek Ludvíka Filipa, krále Francouzů, a tak, podle orléanistů, legitimní žadatel o trůn Francie jako Jan IV. Ze tří francouzských monarchistických hnutí, orléanismu, legitimismu a bonapartismu, je většina monarchistů orléanistů. Jean je druhým synem zesnulého Jindřicha, hraběte z Paříže, (1933–2019) a jeho bývalé manželky vévodkyně Marie Terezy Württemberské (* 1934). Od smrti svého otce používá od roku 2019 titul hraběte z Paříže.

## Mládí
Jean Orleánský se narodil 19. května 1965 v Boulogne-Billancourt jako syn Jindřicha Orleánského a Marie Terezie Württemberské. Pokřtěn byl 14. června 1965 v královské kapli Dreux. Jeho kmotrem je jeho strýc z matčiny strany Karel Württemberský a jeho kmotra je jeho teta z otcovy strany, princezna Chantal Orleánská.
Je držitelem magisterského titulu z filozofie, magisterského titulu z práv a titulu MBA. Od roku 2015 je záložním plukovníkem francouzské armády.

### První zasnoubení
Princ Jean se měl v roce 2001 oženit s vévodkyní Tatjanou z Oldenburgu (* 1974). Vévodkyně Tatjana je nejmladší dcerou vévody Johanna Oldenburského a hraběnky Ilky Ortenburské. Její starší sestra Eilika se v roce 1997 provdala za arcivévodu Jiřího Habsbursko-Lotrinského. Svatba však byla na poslední chvíli zrušena kvůli sporu o náboženské vyznání. Jeanův otec Jindřich se obával, že by nárok Orléanských na trůn byl ohrožen, pokud by byl dědic trůnu protestantského vyznání.

### Druhé zasnoubení a manželství
Dne 29. listopadu 2008 Jindřich, tehdejší hrabě z Paříže, oznámil zasnoubení Jeana, tehdejšího vévody z Vendôme, s Marií Magdalenou Philomenou Julianou Johannou de Tornos y Steinhart, narozenou ve Vídni dne 19. června 1977. Civilní svatba, vedená starostkou Rachidou Datiovou se konala dne 19. března 2009 v Paříži. Náboženská svatba se konala 2. května 2009 v katedrále Notre-Dame v Senlis, s recepcí v zámku Chantilly. Nevěsta na sobě měla šaty od Christiana Lacroixe a sako vyšívané Maison Lesageovou.
Philomena je dcerou dona Alfonsa de Tornos y Zubiría, který je baskického původu, a jeho manželky Marie Antonie Anny Zdenky Edle von Steinhart, která je rakousko-uherského původu.

## Potomci
Pár má pět dětí:
- Princ Gaston Louis Antoine Marie d'Orléans (* 19. listopadu 2009 Paříž)
- Princezna Antoinette Léopoldine Jeanne Marie d'Orléans (* 28. ledna 2012 Vídeň)
- Princezna Louise-Marguerite Eléonore Marie d'Orléans (* 30. července 2014 Poissy)
- Princ Joseph Gabriel David Marie d'Orléans (* 2. června 2016)
- Princezna Jacinthe Élisabeth-Charlotte Marie d'Orléans (* 9. října 2018 Dreux)[8]

## Politika
Jean podpořil Hnutí žlutých vest. Vyjádřil také svůj odpor k manželství osob stejného pohlaví a potratům.

## Tituly, oslovení a vyznamenání

### Nárokované tituly
- 19. května 1965 – 27. září 1987: Jeho královská Výsost princ Jean d'Orléans, fils de France
- 27. září 1987 – 21. ledna 2019: Jeho královská Výsost princ Jean d'Orléans, fils de France, vévoda z Vendôme
- 21. ledna 2019 – současnost: Monseigneur Hrabě z Paříže[11]

Svým dědečkem z otcovy strany byl dne 27. září 1987 jmenován vévodou z Vendôme (francouzsky: Duc de Vendôme).
Po smrti jeho otce se zpočátku předpokládalo, že princ Jean nepřevezme titul hraběte z Paříže po několik měsíců poté.

### Vyznamenání

#### Národní
- Francie: Nositel Medaile národní obrany 3. třídy

#### Dynastické
- Portugalská královská rodina: Rytíř velkokříže Řádu Neposkvrněného početí z Vila Viçosa (19. února 2000)
- Královská rodina Obojí Sicílie:
  - Rytíř Řádu sv. Januaria (19. března 2019)
  - Rytíř velkokříže Konstantinova řádu sv. Jiří (22. listopadu 2009)[13]

## Původ
Jean je z mužské linie přímý potomek Ludvíka Filipa, posledního francouzského krále, který byl zase potomkem Filipa I., vévody orleánského, mladšího bratra Ludvíka XIV. Francouzského. Jean je také potomkem Karla X. Francouzského, bratra Ludvíka XVI. a španělských Bourbonů, rodu Obojí Sicílie a rodu Parmských.

## Vývod z předků
|                |                                           |  |                     |                                     |  |  |  |  |  |  |  | Robert Bourbonsko-Orleánský |
|                |                                           |  |                     |                                     |  |  |  |  |  |  |  |                             |
|                | Jan Orleánský, vévoda z Guise             |  |                     |                                     |  |  |  |  |  |  |  |                             |
|                |                                           |  |                     |                                     |  |  |  |  |  |  |  |                             |
|                |                                           |  |                     | Františka Orleánská                 |  |  |  |  |  |  |  |                             |
|                |                                           |  |                     |                                     |  |  |  |  |  |  |  |                             |
|                | Jindřich Robert Orleánský, hrabě pařížský |  |                     |                                     |  |  |  |  |  |  |  |                             |
|                |                                           |  |                     |                                     |  |  |  |  |  |  |  |                             |
|                |                                           |  |                     | Filip Pařížský                      |  |  |  |  |  |  |  |                             |
|                |                                           |  |                     |                                     |  |  |  |  |  |  |  |                             |
|                | Isabela Orleánská                         |  |                     |                                     |  |  |  |  |  |  |  |                             |
|                |                                           |  |                     |                                     |  |  |  |  |  |  |  |                             |
|                |                                           |  |                     | Marie Isabela Orleánská             |  |  |  |  |  |  |  |                             |
|                |                                           |  |                     |                                     |  |  |  |  |  |  |  |                             |
|                | Jindřich Filip Orleánský                  |  |                     |                                     |  |  |  |  |  |  |  |                             |
|                |                                           |  |                     |                                     |  |  |  |  |  |  |  |                             |
|                |                                           |  |                     | Gaston Orleánský, hrabě z Eu        |  |  |  |  |  |  |  |                             |
|                |                                           |  |                     |                                     |  |  |  |  |  |  |  |                             |
|                | Petr Orleánský z Braganzy                 |  |                     |                                     |  |  |  |  |  |  |  |                             |
|                |                                           |  |                     |                                     |  |  |  |  |  |  |  |                             |
|                |                                           |  |                     | Isabela Brazilská                   |  |  |  |  |  |  |  |                             |
|                |                                           |  |                     |                                     |  |  |  |  |  |  |  |                             |
|                | Isabela Orleánská z Braganzy              |  |                     |                                     |  |  |  |  |  |  |  |                             |
|                |                                           |  |                     |                                     |  |  |  |  |  |  |  |                             |
|                |                                           |  |                     | Jan Václav Dobřenský z Dobřenic     |  |  |  |  |  |  |  |                             |
|                |                                           |  |                     |                                     |  |  |  |  |  |  |  |                             |
|                | Marie Alžběta Dobřenská z Dobřenic        |  |                     |                                     |  |  |  |  |  |  |  |                             |
|                |                                           |  |                     |                                     |  |  |  |  |  |  |  |                             |
|                |                                           |  |                     | Alžběta Kotulinská z Kotulína       |  |  |  |  |  |  |  |                             |
|                |                                           |  |                     |                                     |  |  |  |  |  |  |  |                             |
| Jean Orleánský |                                           |  |                     |                                     |  |  |  |  |  |  |  |                             |
|                |                                           |  |                     |                                     |  |  |  |  |  |  |  |                             |
|                |                                           |  | Filip Württemberský |                                     |  |  |  |  |  |  |  |                             |
|                |                                           |  |                     |                                     |  |  |  |  |  |  |  |                             |
|                | Albrecht Württemberský                    |  |                     |                                     |  |  |  |  |  |  |  |                             |
|                |                                           |  |                     |                                     |  |  |  |  |  |  |  |                             |
|                |                                           |  |                     | Marie Terezie Rakousko-Těšínská     |  |  |  |  |  |  |  |                             |
|                |                                           |  |                     |                                     |  |  |  |  |  |  |  |                             |
|                | Filip Albrecht Württemberský              |  |                     |                                     |  |  |  |  |  |  |  |                             |
|                |                                           |  |                     |                                     |  |  |  |  |  |  |  |                             |
|                |                                           |  |                     | Karel Ludvík Rakousko-Uherský       |  |  |  |  |  |  |  |                             |
|                |                                           |  |                     |                                     |  |  |  |  |  |  |  |                             |
|                | Markéta Sofie Rakouská                    |  |                     |                                     |  |  |  |  |  |  |  |                             |
|                |                                           |  |                     |                                     |  |  |  |  |  |  |  |                             |
|                |                                           |  |                     | Marie Annunziata Neapolsko-Sicilská |  |  |  |  |  |  |  |                             |
|                |                                           |  |                     |                                     |  |  |  |  |  |  |  |                             |
|                | Marie Tereza Württemberská                |  |                     |                                     |  |  |  |  |  |  |  |                             |
|                |                                           |  |                     |                                     |  |  |  |  |  |  |  |                             |
|                |                                           |  |                     | Ferdinand IV. Toskánský             |  |  |  |  |  |  |  |                             |
|                |                                           |  |                     |                                     |  |  |  |  |  |  |  |                             |
|                | Petr Ferdinand Rakousko-Toskánský         |  |                     |                                     |  |  |  |  |  |  |  |                             |
|                |                                           |  |                     |                                     |  |  |  |  |  |  |  |                             |
|                |                                           |  |                     | Alice Bourbonsko-Parmská            |  |  |  |  |  |  |  |                             |
|                |                                           |  |                     |                                     |  |  |  |  |  |  |  |                             |
|                | Rosa Rakousko-Toskánská                   |  |                     |                                     |  |  |  |  |  |  |  |                             |
|                |                                           |  |                     |                                     |  |  |  |  |  |  |  |                             |
|                |                                           |  |                     | Alfons Neapolsko-Sicilský           |  |  |  |  |  |  |  |                             |
|                |                                           |  |                     |                                     |  |  |  |  |  |  |  |                             |
|                | Marie Kristýna Bourbonsko-Sicilská        |  |                     |                                     |  |  |  |  |  |  |  |                             |
|                |                                           |  |                     |                                     |  |  |  |  |  |  |  |                             |
|                |                                           |  |                     | Marie Antonie Neapolsko-Sicilská    |  |  |  |  |  |  |  |                             |
|                |                                           |  |                     |                                     |  |  |  |  |  |  |  |                             |